# Pretidi
Pretidi è il nome patronimico di Lisippa (o Lisippe), Ifinoe, Ifianassa, figlie di Preto e di Stenebea (che nell'Iliade è chiamata Antea) e sorelle di Megapente.
Insuperbite della loro bellezza, le tre Pretidi offesero gli dei, che le punirono rendendole pazze. Furono guarite dal vate Melampo, che sposò una di esse, Ifianassa.

## Origini
Preto, figlio di Abante re di Argo, e di Aglea, figlia di Mantineo, si spartì l'Argolide con il fratello gemello Acrisio, col quale aveva una contesa da lungo tempo. Ma Acrisio scacciò Preto che trovò rifugio da Iobate, re di Licia, con l'aiuto del quale occupò Tirinto. I due fratelli allora si spartirono il regno: Acrisio regnò su Argo e Preto su Tirinto.

## La follia
Quando Preto si trovava ancora ad Argo, le Pretidi impazzirono.
All'origine della follia vi sarebbe un'offesa arrecata a Era sulla cui natura esistono differenti versioni:
- le Pretidi avrebbero affermato di essere più belle della dea
- avrebbero detto che il palazzo del loro padre conteneva più ricchezze del tempio della dea
- avrebbero rubato l'oro che adornava una veste di Era

Secondo altre narrazioni, l'invasamento delle Pretidi sarebbe causato da Dioniso; esse, dopo averlo insultato, si sarebbero ubriacate con il vino. In un'anfora a figure rosse del Museo Nazionale di Napoli, le Pretidi sono rappresentate nel tempio di Artemide, dopo la purificazione, intente ad ascoltare le esortazioni di Melampo, alla presenza di Dioniso e di un satiro.
Alcuni autori sostengono che non soltanto le Pretidi furono colte da follia ma anche molte donne argive.
Erodoto, ad esempio, non nomina né Preto né le figlie, ma parla di donne in generale; così anche Pausania, che però in un luogo della Periegesi riporta l'episodio come avvenuto sotto il regno di Anassagora e in un altro sotto il regno di Preto.
Nell'Epinicio XI di Bacchilide, in onore di Alessidamo da Metaponto, le Pretidi costituiscono un motivo centrale. Vengono descritte in fuga dalla casa del padre, mentre si dirigono verso i monti in preda a terribili urla, a causa della follia suscitata in loro da Era. Preto supplica Artemide di guarirle e per questo fa edificare un tempio a Tirinto in onore della dea.

## Melampo e la guarigione
Sempre Erodoto riferisce che Melampo esigeva un compenso molto elevato per l'esercizio della sua mantis. Agli Argivi, che cercavano di convincerlo col denaro a guarire le donne di Argo, rispose di volere metà del regno. Allora essi, stupiti per l'esosa richiesta, se ne andarono. Ma siccome il numero delle donne che diventavano folli continuava a crescere, decisero di accondiscendere alle condizioni di Melampo. Melampo, dal canto suo, ne approfittò per rilanciare la richiesta, e disse che se non avessero assegnato anche a suo fratello Biante un terzo del regno, non si sarebbe deciso a guarire le donne.
Sembra che nella follia le Pretidi credessero di essere delle vacche, imitandone il muggito, e che vagassero per i monti (fenomeno dell'oribasia o oreibasia) e i boschi dell'Argolide e dell'Arcadia.
Andata a buon fine la trattativa e guarite le donne, Melampo sposò Ifianassa, Biante sua sorella Lisippa, mentre Ifinoe morì.
Secondo altre fonti le pretidi sarebbero state guarite da Asclepio, figlio di Apollo.

## Il fiume Anigro
Pausania racconta che, secondo alcuni, il fiume Anigro, in Elide, emanava cattivo odore perché Melampo vi avrebbe gettato gli oggetti sacri utilizzati per la purificazione delle Pretidi.
È probabile che questo dato sia da mettersi in relazione con la natura solforosa delle acque, da cui solitamente emana un forte sgradevole odore.
Anche Strabone riferisce la leggenda di Melampo e ci informa che vicino al fiume Anigro si trova una grotta abitata dalle ninfe Anigridi dalla quale sgorga una sorgente di acque curative.